# Hajo Lange
Hans-Joachim „Hajo“ Lange (* 29. Januar 1935 in Berlin; † 3. Februar 2001) war ein deutscher Jazz- und Unterhaltungsmusiker (Kontrabass, E-Bass).

## Leben und Wirken
Lange wuchs am Berliner Prenzlauer Berg auf; er verließ die Schule mit 15 Jahren und ließ sich an der Berliner Hochschule für Musik zum Musiker ausbilden. Er spielte zunächst Waldhorn und Trompete, bevor er zum Kontrabass wechselte. Mit vier seiner Freunde gründete er eine Jazzcombo, die unter dem Namen des Pianisten als Michael Naura Quintett rasch deutschlandweit bekannt wurde. 1956 kam es zu ersten Aufnahmen mit dieser Gruppe, in der er bis 1962 tätig war. Dann holte ihn Werner Müller zum RIAS-Tanzorchester Berlin, dessen Mitglied er bis zu seiner Pensionierung blieb. Mit der Band begleitete er Rex Gildo, Gitte, Ralf Bendix, Engelbert, Hildegard Knef und Vicky Leandros und trat in vielen Fernsehsendungen auf. Joachim Ernst Berendt holte ihn für die Produktion der Berlin Dream Band mit Oliver Nelson während der Berliner Jazztage 1970 (veröffentlicht bei Flying Dutchman als Berlin Dialogue for Orchestra). Daneben war er als Studiomusiker an zahlreichen Aufnahmen, etwa mit Reinhard Mey, Schobert & Black, Ulrich Roski, Art Van Damme und mit der RIAS Big Band unter Leitung von Horst Jankowski und von Jiggs Whigham, beteiligt. In seinen letzten Lebensjahren war er durch einen Nierenschaden beeinträchtigt.